# Matthew Jurman
Matthew Jurman (ur. 8 grudnia 1989 w Wollongong) – australijski piłkarz pochodzenia chorwackiego grający na pozycji obrońcy. Od 2018 roku jest zawodnikiem saudyjskiego klubu Ittihad FC.

## Życiorys

### Kariera klubowa
W czasach juniorskich trenował w Australian Institute of Sport i Sydney FC. W 2008 roku dołączył do seniorskiego zespołu tego drugiego. W sezonie 2009/2010 zdobył wraz z nim mistrzostwo Australii. 2 marca 2011 po raz pierwszy wystąpił w Azjatyckiej Lidze Mistrzów – miało to miejsce w zremisowanym 0:0 meczu z koreańskim Suwon Samsung Bluewings. 1 lipca 2011 dołączył na zasadzie wolnego transferu do Brisbane Roar FC. W barwach Brisbane rozegrał w sumie 33 mecze ligowe, a w sezonie 2011/2012 po raz drugi został mistrzem kraju. 1 lipca 2013 powrócił do Sydney. W sezonie 2016/2017 trzeci raz w karierze świętował zdobycie mistrzostwa Australii. 3 stycznia 2017 został piłkarzem Suwon Samsung Bluewings. W rozgrywkach K League 1 zadebiutował 11 marca 2017 w przegranym 0:2 spotkaniu z Jeonbuk Motors. 9 lipca 2018 odszedł do saudyjskiego Ittihad FC.

### Kariera reprezentacyjna
W reprezentacji Australii zadebiutował 5 października 2017 w zremisowanym 1:1 meczu z Syrią rozegranym w ramach eliminacji do Mistrzostw Świata 2018. Został powołany do kadry na ten turniej.